# Joseph Fortuné Théodore Eydoux
Joseph Fortuné Théodore Eydoux (* 23. April 1802 in Toulon; † 6. Juli 1841 in Saint-Pierre in Martinique) war ein französischer Naturforscher (Zoologe) und Chirurg bei der französischen Marine.

## Leben und Wirken
Eydoux, der 1821 Marinechirurg wurde, nahm mit dem Naturforscher und Chirurgen Louis François Auguste Souleyet, seinem Assistenten, an der Weltumsegelung der La Favorite unter Kapitän Cyrille Pierre Théodore Laplace teil (1830 bis 1832). Außerdem nahm er 1836/37 an der Weltumsegelung von Auguste-Nicolas Vaillant (1793–1858) auf der La Bonité teil (und schrieb mit Souleyet den zoologischen Teil des Abschlussberichts). Er veröffentlichte außer mit Souleyet auch mit Paul Gervais (die auch beide nach seinem Tod mit ihm als Ko-Autor veröffentlichten). Eydoux starb 1841 im Marinehospital von Saint-Pierre auf Martinique, wohin er entsandt worden war, an Gelbfieber. Das gleiche Schicksal ereilte 11 Jahre später Souleyet.
Von Souleyet und Eydoux stammen einige Erstbeschreibungen zum Beispiel von Fischen.

## Mitgliedschaften
1839 wurde Eydoux von Félix Édouard Guérin-Méneville als Mitglied Nummer 172 der Société Cuvierienne vorgestellt.

## Dedikationsnamen
1849 ehrte John Edward Gray im wissenschaftlichen Namen der Perlen-Seeschlange (Aipysurus eydouxii). Der Name stammte aus einem Manuskript von Gabriel Bibron. 1850 führte Charles Lucien Jules Laurent Bonaparte Troglodytes eydouxi für Troglodyte des Marais? (Wils.) von einer Tafel von  Jacques Bernard Hombron und Honoré Jacquinot ein. Heute wird der Name als Synonym für die Pampazaunkönig-Unterart (Cistothorus platensis hornensis (Lesson, RP, 1834)) betrachtet. Henri Émile Sauvage benannte 1878 die Knurrhahn-Art Lepidotrigla eydouxii, Charles Nicolas François Brisout de Barneville 1847 die Igelfisch-Art Diodon eydouxii, Alphonse Milne-Edwards 1865 die Zehnfußkrebse-Art Platypodia eydouxii, Guérin-Méneville 1838 die Laufkäfer-Art Creobius eydouxii zu seinen Ehren. Julis eydouxii Valenciennes, 1839 wird heute als Synonym zum Hawaii-Lippfisch (Coris flavovittata (Bennett, 1828)) betrachtet. Die von Henri Milne-Edwards und Jules Haime 1849 eingeführte Art Lobophyllia eydouxii ist ein Synonym für die Großpolypige Steinkoralle (Lobophyllia corymbosa (Forskål, 1775)), die von Milne-Edwards 1860 eingeführte Art Pocillopora eydouxi ein Synonym für die Porenkoralle (Pocillopora grandis Dana, 1846).

## Schriften
- Voyage autour du monde exécuté pendant les années 1836 et 1837 sur la corvette La Bonite commandée par M. Vaillant. Paris 1841 bis 1852 (zoologischer Teil von Eydoux und Souleyet)